# ミタス伊勢

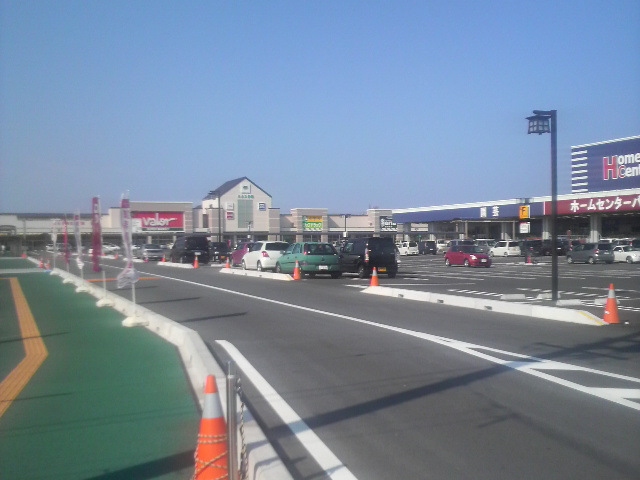
ミタス伊勢（2008年9月撮影）

ミタス伊勢（ミタスいせ、MTS-ISE）は、三重県伊勢市船江一丁目にある株式会社ミタス伊勢が管理運営をしているショッピングセンターである。
ショッピングセンター名の「ミタス」とはMid Town Squareの頭文字MTSに由来する。

## 概要
敷地面積は約76,000m2。東洋紡績（東洋紡績伊勢工場）跡地の南側に広がり、北側には2012年1月4日に伊勢赤十字病院が開業。
施設管理者の株式会社ミタス伊勢は愛知県名古屋市中川区に本社を置く企業。

## 沿革
- 2008年（平成20年） 
  - 5月1日 - 当施設が開業。
  - 5月6日 - ホームセンターバローが開店。
- 2009年（平成21年）6月25日 - スーパー銭湯「伊勢・船江温泉 みたすの湯」が開業[3]。
- 2011年（平成23年）5月5日 - 中日新聞伊勢志摩専売会の主催で「東日本大震災復興支援チャリティーフリーマーケット」を開催[4]。出店料と義援金を合わせ450,564円を集めた[4]。
- 2012年（平成24年）1月4日 - 北側に伊勢赤十字病院が開院。
- 2015年（平成27年）10月18日 - 施設内に伊勢市の結婚・育児に関する相談所いせ出会い支援センターが開所。

## テナント
核店舗はスーパーマーケットバローおよびホームセンターバロー。約20店舗の専門店・飲食店がある。また、スーパー銭湯を併設。(詳細は後述）。
主要なテナントは以下のとおり
- あかのれん
- 白揚（書店）
- イワオ薬局
- エルパス（靴店）
- カレーのチャンピオン
- GES英会話
- いせ出会い支援センター
- サンコー社（クリーニング）
- ジップドラッグ
- ジャックB（ハンバーグレストラン）
- スポーツクラブアクトス
- セリア生活良品
- ディスワン（ペットショップ）
- デューポイント（美容院）
- と～たる（買取メンテナンス）
- ドコモショップ（携帯電話サービス）
- 日本調剤
- ハートワン（献血ルーム）
- ピソリーノ（イタリアンレストラン）
- 保険選び.com
- RE楽X（整体）
- ATMコーナー
  - 百五銀行
  - 三十三銀行

### みたすの湯

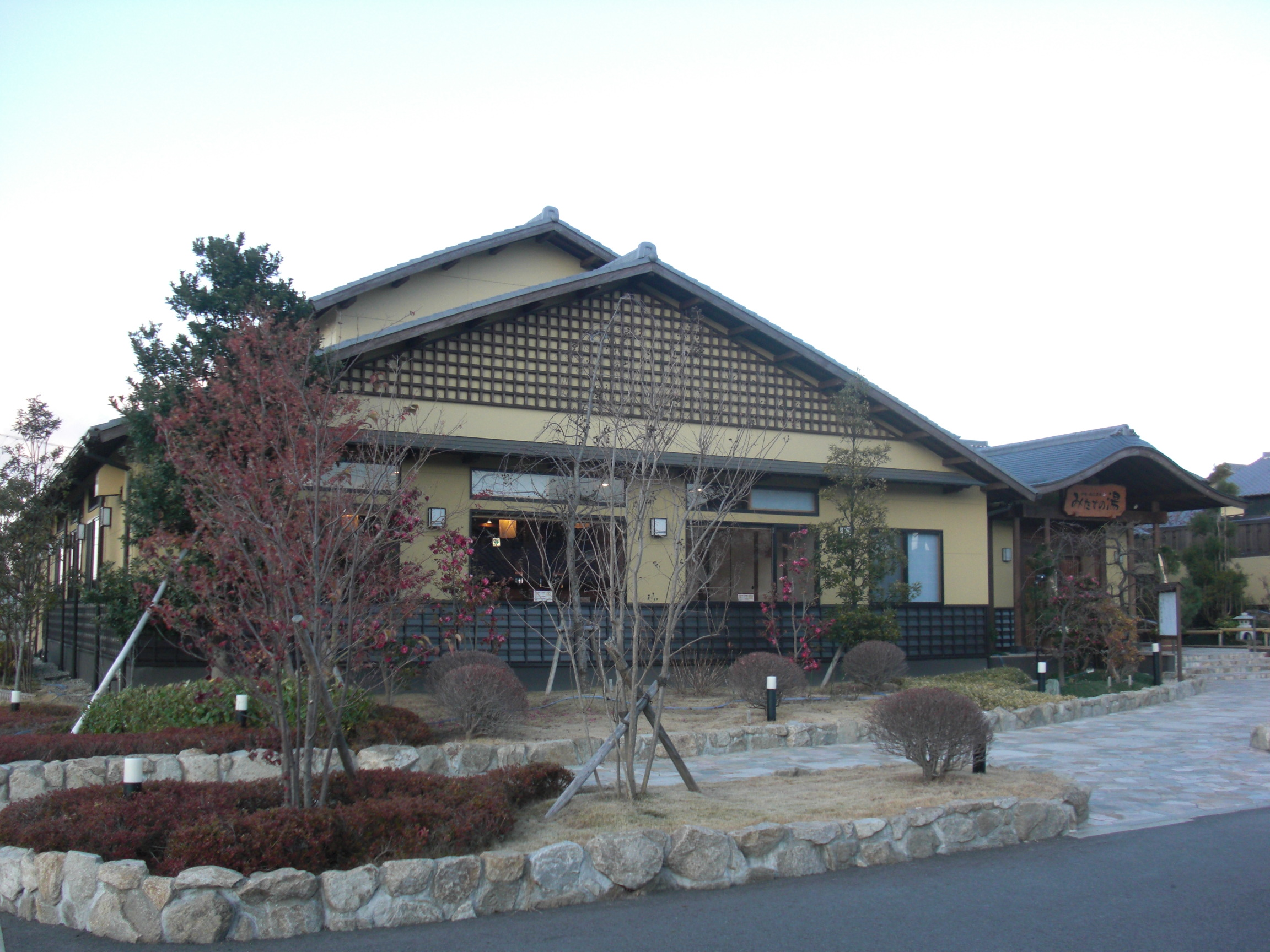
みたすの湯

伊勢志摩最大級のスーパー銭湯。正式名称は「伊勢・船江温泉 みたすの湯」である。｢ミタス伊勢まちづくり｣プロジェクトの一環（第二段）として、2009年6月25日開業。
純和風の木造瓦葺平屋建1,755m2の温泉施設で食事処「ひょうたん亭」やマッサージコーナー「RE楽X」等も併設する。なお当館の湯に天然温泉は使用されていない（人工炭酸泉はあり）。
営業時間
- 通常日 - 朝9時〜24時(最終受付:23時)
- 朔日風呂の日(毎月1日) - 早朝6時〜24時(最終受付:23時)

（以下の日は特別営業となり、営業時間が異なる）
※伊勢神宮奉納全国花火大会開催日 - 朝9時〜深夜1時 (最終受付:24時)
※大晦日の営業(12/31) - 朝9時〜深夜2時 (最終受付:深夜1時)
公式サイト
- 伊勢・船江温泉 みたすの湯

## 所在地・交通
- 所在地：〒516-0008 三重県伊勢市船江一丁目471-1

### 交通アクセス
自動車
- 約1,300台の駐車場を完備。
- 伊勢自動車道・伊勢西インターチェンジから車で約10分。
- 国道23号「小木町1」交差点南下。

鉄道
- JR近鉄 伊勢市駅より、徒歩12分。

路線バス
- 三重交通バス 「伊勢市駅前」停留所より「伊勢赤十字病院行」に乗車、「ミタス伊勢」停留所にて下車すぐ。
- または「伊勢市駅前」「伊勢市駅北口」停留所より「一色町行」または「大湊行」に乗車、「船江」停留所にて下車、徒歩3分。

## 周辺
- 伊勢赤十字病院
- 伊勢市立厚生中学校
- 船江上社・河原淵神社
- 伊勢労働基準監督署